# Чановка
Чановка — деревня в Парабельском районе Томской области России. Входит в состав Заводского сельского поселения. Население 10 человек. (2021) .

## География
Находится в центральной части региона, в лесной местности, у реки Парабели 
Уличная сеть:
Улицы: Подгорная, Таёжная.
Переулок: Рабочий
Климат
Находится на территории, приравненной к районам Крайнего Севера.

## История
Деревня ранее[когда?]

 входила в Нельмачевский сельсовет.
В соответствии с Законом Томской области от 15 октября 2004 года № 225-ОЗ деревня вошла в состав образованного муниципального образования Заводское сельское поселение.

## Население
| 1939 | 1952 | 1959 | 1970 | 1977 | 1979 | 1989 | 2002 | 2010 | 2012 | 2013 |
| ---- | ---- | ---- | ---- | ---- | ---- | ---- | ---- | ---- | ---- | ---- |
| 12   | ↗47  | ↗122 | ↗138 | ↘110 | ↘76  | ↘61  | ↘48  | ↘14  | ↘12  | ↘11  |
| 2014 | 2015 | 2021 |      |      |      |      |      |      |      |      |
| ↗12  | ↘10  | →10  |      |      |      |      |      |      |      |      |

Проживают старообрядцы.
Национальный состав
Согласно результатам переписи 2002 года, в национальной структуре населения русские составляли 100 % от общей численности населения в 48 человек.

## Инфраструктура
Личное подсобное хозяйство.

## Транспорт
Ледовая переправа.